# فرانك فيليبس
فرانك فيليبس (11 أبريل 1873 في المملكة المتحدة - 5 مارس 1955 في المملكة المتحدة) (بالإنجليزية: Frank Phillips)‏ هو لاعب كريكت بريطاني وبريطاني (وحمل سابقاً جنسية المملكة المتحدة لبريطانيا العظمى وأيرلندا). لعب مع نادي مقاطعة سومرست للكريكت ‏ ونادي مارليبون للكريكت ‏ وMonmouthshire County Cricket Club ‏ ونادي الكريكت في جامعة أكسفورد ‏.

## وصلات خارجية
- فرانك فيليبس على موقع إي آس بي آن كريك إنفو (الإنجليزية)